# Saltee Islands
The Saltee Islands (Oileán an tSalainn på irländska) är två små öar som ligger 5 kilometer bort från södra kusten av County Wexford i Republiken Irland. De två öarna är Great Saltee (89 hektar) och Little Saltee (40 hektar). De har varit obebodda sedan tidigt 1900-tal och är privatägda av Neale-familjen sedan 1943.

## Öarnas namn
Namnet på öarna kommer troligen från gammelnordiskan (salt ey - salt ö), förmodligen härlett till saltstänket som sveper över öarna vid kraftig vind och sjö, speciellt under vintern.

## Geologisk och mänsklig historia
Öarna ligger på berggrund från kambrium, mellan 600 och 200 miljoner år gammal. Det finns arkeologiska bevis för att människor bosatt sig här under neolitikum liksom det finns spår av religiösa bosättningar. Det finns även bevis på smuggling. Mellan 1500-talet och 1800-talet var öarna bas för pirater plundrare och smugglare. Vattnet omkring öarna kan vara förrädiskt, därför är området känt som "De tusen skeppens kyrkogård" (Graveyard of a Thousand Ships) och öarna som deras gravstenar.
Sedan december 1943 har öarna funnits i familjen Neales privata ägo. "Prins Michael I" dog i januari 1998 och efterträddes av hans äldste son, Michael II. Camping är inte tillåten och besök är bara tillåtet mellan 11:00 och 16:30. Det är möjligt att åka på båtutflykter med utgångspunkt från byn Kilmore Quay på fastlandet.

## Djurliv
Tillsammans utgör öarna en av Irlands största fågelreservat. Många arter av sjöfågel kan hittas här, inklusive havssula, storskarv, lunnefågel, tordmule och sillgrissla. Saltee-öarnas St. Georges Channel ligger ungefär fem kilometer bort från Kilmore Quay Co.Wexfords kust. Den större ön, Great Saltee, är väldigt populär, både för folk på dagsutflykt och för fågelskådare.
De ligger också på en viktig vandringssträcka och är en viktig pausplats för vårens och höstens emigranter. Great Saltee har också en växande population av gråsäl, en av väldigt få på östra Irland. Upp till 120 individer är närvarande under hösten och upp till 20 ungar föds årligen.

## Populärkultur
- Saltee-öarna är den plats där Eoin Colfers bok Aeronauten utspelar sig.